# Achmat Dangor
Achmat Dangor, född 2 oktober 1948 i Johannesburg, död 6 september 2020 i Johannesburg, var en sydafrikansk författare och poet.
Dangor studerade litteraturvetenskap vid Rhodes University i Grahamstown. Han var länge politiskt aktiv och var 1973–1978 bannlyst av regeringen på grund av sin engagemang mot apartheid. Sedan apartheids fall 1994 har han arbetat med utvecklingsfrågor och varit verksam vid olika organisationer som stöder regimens offer.
Dangor hade afrikaans som förstaspråk men skrev på engelska. I sina verk tog han upp ämnen som rassegregering och individens marginalisering i samhället. Romanen Bitter frukt (2001), som behandlar Sydafrikas övergång till demokrati, har översatts till svenska. Den nominerades till International IMPAC Dublin Literary Award 2003 och till Bookerpriset 2004.